# Michelle Badillo
Michelle Coromoto Badillo Páez (Maracay, Estado Aragua, 23 de agosto de 1972) es una locutora venezolana, presentadora de programas de televisión en las cadenas Radio Caracas Televisión, Televen, Venevisión y Hola TV. Desde 2014 reside en Miami, Estados Unidos.

## Trayectoria
Michelle Badillo realizó estudios de Comunicación Social en la Universidad Católica Andrés Bello, donde se graduó en 1996. Fue Miss Mérida en 1992 y fue finalista en el concurso Miss Venezuela 1992. Ese mismo año participó en un concurso de belleza internacional el cual ganó, siendo coronada como «Reina La Costa Internacional 1992», en Condovac, Costa Rica. Ha conducido varios programas en RCTV, como TV Time (1996), Date con todo (2006) y Cartas a Dios en 2007, antes del cierre de la cadena. También ha trabajado para  Televen, donde presentó la sección de arte y espectáculos de El Noticiero durante cinco años, los programas Lo actual en 2003 y En 2 platos. Su carrera se consolidó en el programa de variedades Dos para las once, que condujo junto a Annarella Bono en 2004 y 2005. Su último paso por la televisión venezolana fue en Venevisión, donde condujo Portada's entre noviembre de 2010 y mayo de 2011. También ha trabajado para canales internacionales como Fox Life, conduciendo Adelantadas en el Mundial (2006) y Adelantadas en Colombia (2007). Además de su trabajo para la televisión, ha presentado programas de radio.
En 2014, Michelle Badillo decidió radicarse junto a su esposo e hijo en la ciudad de Miami. Al poco tiempo recibió una oferta para presentar el programa Mundo Hola, trasmitido por el canal Hola TV, y que trata temas vinculados al mundo del espectáculo y la prensa rosa. Es un magazine diario de actualidad, en el que cada día se dan a conocer las noticias relacionadas con los personajes de la vida social que gozan el sello ¡HOLA!. Presentado por Michelle Badillo, el programa examina a fondo el mundo de las celebridades, estrellas de cine, música, entretenimiento, moda, familias reales y atletas de fama internacional. 
Desde el año 2016 Michelle creó su página web personal www.michellebadillo.com, en la que comparte tips de la vida saludable, viajes, consejos sobre yoga, recetas y un sinfín de cosas más. También cuenta con su canal de Youtube y una tienda en línea donde sus seguidores pueden comprar productos de belleza, comida saludable y ropa.
El viernes 3 de marzo de 2017 se emitió el último episodio del programa Mundo Hola, en el que Badillo era la presentadora principal.
Recientemente anunció que quiere concentrarse en proyectos personales y familiares, además de dedicarle tiempo a las redes sociales y al área de influenciadora. En la actualidad se encuentra haciendo un diplomado de entrenador nutricional en el Institute for Integrative Nutrition

## Vida personal
El 7 de mayo de 2011, Badillo contrajo nupcias con el empresario Jorge Monch en la ciudad de Caracas, tras varios meses de relación. Tienen un hijo, Alex, nacido el 1 de noviembre de 2012.

## Reconocimientos
- Premio Mara de Oro a la Dama Joven de la Animación (2005).[1]